# Versoio

Aratro semplice
1. Bure
2. Dispositivo di attacco
3. Dispositivo di regolazione
4. Coltro o coltello
5. Scalpello
6. Vomere
7. Versoio

Il versoio, od orecchio o rovesciatoio, è uno degli organi lavoranti dell'aratro, responsabile del ribaltamento laterale della fetta tagliata e sollevata dal vomere. 

## Storia
Questo componente non era presente nell'originario aratro, ma è comparso nel corso dell'evoluzione dello strumento dopo le innovazioni introdotte dai Romani, che aprirono la strada alla trasformazione dell'aratro da uno strumento discissore simmetrico ad uno asimmetrico. Fu nel corso del Medioevo che il versoio divenne un componente dell'aratro tipo, ormai concepito come strumento discissore-rovesciatore.

## Descrizione e funzionamento

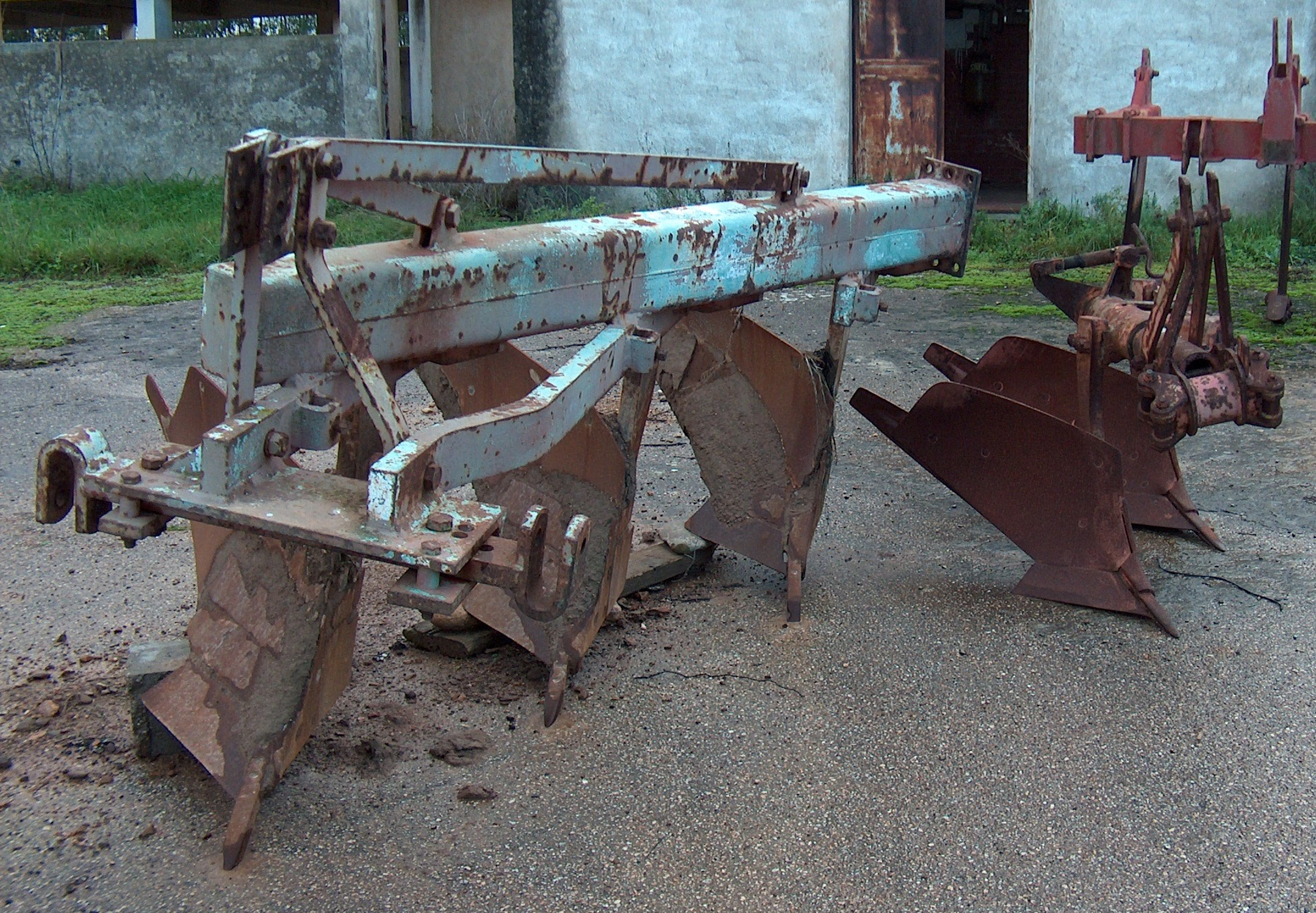
Aratri polivomere a versoi elicoidali

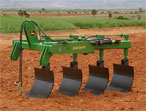
Aratri polivomere a versoi cilindrici

L'attuale versoio è realizzato in acciaio e consiste in una superficie a curvatura continua dotata di un'estensione posteriore detta appendice. Tale superficie è orientata con un'inclinazione trasversale dell'ordine di 35-45° con il lato concavo verso la direzione di avanzamento. Per effetto dell'avanzamento dell'aratro, la fetta di terreno tagliata dal vomere e, quando è presente, dal coltello, scivola sopra il vomere e viene spinta sul versoio. La contrapposizione del versoio provoca un sollevamento e una rotazione in senso trasversale di circa 90° del blocco sollevato. Lo scivolamento lungo l'appendice provoca un'ulteriore rotazione di circa 45°. La somma delle due rotazioni determina il ribaltamento della fetta in senso laterale, con un'inclinazione media di 135° rispetto alla posizione originaria.
Nell'aratro semplice la superficie concava è rivolta verso il lato destro rispetto alla direzione di avanzamento. Versoi speculari sono invece concepiti per gli aratri voltaorecchio, quelli doppi e quelli a bilanciere.
In teoria la forma della curvatura della superficie dovrebbe essere adattata alle caratteristiche del terreno in cui si usa l'aratro, ma i costruttori si sono orientati verso tre tipologie standard: il versoio elicoidale, quello cilindrico e, poco conosciuto in Italia, quello iperbolico. 
In Italia è di largo impiego il versoio elicoidale in quanto ha un effetto più morbido dato che accompagna il ribaltamento della fetta senza produrre un eccessivo sgretolamento. Questo funzionamento si adatta meglio alle finalità dei terreni italiani, in genere caratterizzati da una tessitura fine o finissima con una presenza significativa di colloidi minerali (argilla). La superficie del versoio elicoidale è originata dalla rototraslazione di una retta direttrice che ruota intorno ad un suo punto e contemporaneamente subisce una traslazione in direzione normale al piano di rotazione. La lunghezza del versoio elicoidale è pari a 3-3,5 volte la larghezza del taglio (determinata dalla proiezione trasversale del vomere).
Il versoio cilindrico ha invece un effetto di disgregazione più energico, più adatto per i terreni sciolti. In questi terreni infatti l'aratura svolge più un'azione di rimescolamento che di rovesciamento vero e proprio, contrariamente a quanto ci si prefigge per i terreni limosi e argillosi. La superficie del versoio cilindrico è originata dalla traslazione di una retta direttrice lungo un arco. La lunghezza del versoio cilindrico è pari a 1,5-2,5 volte la larghezza del taglio.
L'industria meccanica realizza anche versoi con curvatura intermedia fra il tipo elicoidale e quello cilindrico.

## Proprietà meccaniche
Date le forti sollecitazioni a cui è sottoposto, il versoio è realizzato in acciaio temperato. Per rispondere a requisiti di elasticità e di resistenza all'abrasione, la lamiera è composta da tre strati di circa 5 mm ciascuno, due esterni in acciaio duro, resistente all'abrasione ma poco resistente alla flessione, uno interno in acciaio dolce, per conferire elasticità al corpo lavorante.                    
Nel complesso, insieme alla bure, il versoio è il componente di maggiore resistenza dell'aratro. Non necessita di particolare manutenzione salvo la pulizia ed è in grado di resistere per decenni all'usura senza perdere la sua funzionalità e sopravvivere al tempo di utilizzazione dell'aratro.

## Varianti
Il versoio classico è il tipo più diffuso, tuttavia esistono diverse varianti concepite per scopi particolari anche poco diffuse rispetto alla tipologia di base. Si ricordano i seguenti:
- Versoio fornito di frangifetta. Sulla superficie sono inserite più lame che esercitano uno sminuzzamento della fetta durante il ribaltamento.
- Versoio a disco. Il versoio è formato da una superficie curva di sviluppo ridotto per il raccordo con il vomere, ma gran parte del corpo principale e dell'appendice è sostituita da una calotta sferica folle. Questa soluzione riduce la forza di trazione richiesta perché parte della resistenza si scarica sulla rotazione passiva della calotta.
- Versoio a losanghe: invece che da un'unica lamina metallica è formato da una serie di lamine rettangolari strette ed allungate che in terreni sciolti riducono lo sforzo di trazione.